# Notion (logiciel)
Pour les articles homonymes, voir Notion (homonymie).
Notion est une application de prise de notes, de gestion de projet et de collaboration développée par Notion Labs Inc.
Notion est conçu pour permettre aux utilisateurs d'organiser leurs informations de manière flexible, en utilisant une variété de formats tels que des notes, des bases de données relationnelles, des listes de tâches, des calendriers et des tableaux, le tout dans un seul espace de travail intégré.

## Histoire
Notion Labs Inc, une start-up implantée à San Francisco, a été fondée en 2013 par Ivan Zhao et Simon Last, après avoir levé 2 millions d'euros, alors qu'ils étaient étudiants à l'Université de Columbia.
En mars 2018, l'équipe publie Notion 2.0 et introduit les bases de données. Le logiciel reçoit des éloges sur Product Hunt en tant que produit du mois et a été présenté dans un article du WSJ. À l'époque, l'entreprise comptait alors moins de 10 salariés.
En juin 2018, une application Android officielle est publiée.
En septembre 2019, la société a annoncé avoir atteint le million d'utilisateurs. En avril 2020, elle est valorisée à 2 milliards de dollars avec 4 millions d'utilisateurs.
Le 22 février 2023, Notion lance "Notion AI". Il s'agit d'un assistant par intelligence artificielle pour la plateforme. L'IA peut par exemple résumer un texte, générer une liste de tâches, réaliser un communiqué de presse ou encore trouver des idées de publications.

## Fonctionnalités
Notion est une plate-forme de collaboration avec prise en charge de markdown, de kanban, de tâches, des wikis et des bases de données. L'entreprise présente son logiciel comme un espace de travail tout-en-un.

## Modèle économique
Notion propose un modèle d'abonnement à quatre niveaux : gratuit, personnel, d'équipe et d'entreprise.